# US Ben Guerdane
US Ben Guerdane (arabisch الاتحاد الرياضي ببنقردان) (USBG) ist ein Sportverein aus Tunesien, welcher in der südtunesischen Stadt Ben Gardane beheimatet ist. Der Verein ist erstmals 2015/16 in die erste tunesische Liga, der Championnat de Tunisie, aufgestiegen und ist seither ununterbrochen Mitglied der höchsten Spielklasse.
Der Klub erreichte in der Saison 2016/17 zum ersten Mal in der Vereinsgeschichte ein Pokalfinale, welches gegen Club Africain mit 1:0 verloren ging. Durch die Finalteilnahme hat man sich erstmalig für das internationale Geschäft qualifiziert und schied knapp (3:1 und 0:3) nach Hin- und Rückspiel in der ersten Runde aus. Nach 2017/18 hat man sich auch 2019/20 und 2021/22 für den CAF Confederation Cup qualifizieren können.

## Erfolge
- Finalist Coupe de Tunisie: 2017
- Zweitligameister: 2015
- Drittligameister: 1964, 2008

## Bekannte Spieler
- Mohamed Gbonteni
- Ali Hajjaji
- Mabrouk Chendoul
- Amor Fitouri
- Mohamed Gharbi
- Belgacem Ajili
- Saïd Bagbag
- Miloud Gbonteni
- Ammar Chellouf
- Saïd Atri
- Jilani Achour
- Habib Gabsi
- Lassaad Chafroud
- Mohamed Naji

## Bekannte Trainer
- Michel Soukodrov (1987–1988)
- Fethi Grissiâa (1988–1989)
- Rachid Daoud, Meftah Chendoul, Slaheddine Sebti (1989–1990)
- Michel Soukodrov, Fethi Grissiâa (1990–1991)
- Habib Trabelsi (1991–1992)
- Mohamed Henchiri, Hamadi Guetat, Thamer Koskossi (1992–1993)
- Thamer Koskossi, Béchir Hajri (1993–1994)
- Naceur Nefzi, Nizar Khanfir (1994–1995)
- Fethi Grissiâa, Kamel Boughzala, Nizar Khanfir (1995–1996)
- Ali Chabbouh, Hédi Kouni (1996–1997)
- Stefanovic Dietscha, Mohamed Hédi Gharbi, Kamel Boughzala (1997–1998)
- Fethi Grissiâa, Lotfi Sebti, Hédi Kouni, Fethi Grissiâa (1998–1999)
- Fakher Trigui, Abderraouf Merzougui (1999–2000)
- Ali Nabli, Mohamed Sraïeb, Abderraouf Merzougui, Fethi Grissiâa (2000–2001)
- Fethi Grissiâa (2001–2002)
- Slaheddine Sebti (2003–2003)
- Lotfi Sebti, Abderraouf Merzougui (2003–2004)
- Slaheddine Sebti, Mohamed Néji, Fakher Trigui (2004–2005)
- Mustapha Louhichi, Lotfi Sebti (2005–2006)
- Abdelkrim Néji (2006–2007)
- Lotfi Sebti, Abderraouf Marzougui (2007–2008)
- Faouzi Rouissi, Slaheddine Sebti, Lotfi Sebti (2008–2009)
- Lotfi Sebti, Hakim Aoun (2009–2010)
- Fethi Hadj Ismaïl, Mohamed Azaïez, Hakim Aoun, Lassâad Chafroud (2010–2011)
- Adel Latreche, Abdellatif Zemzem, Hmaid Romdhana, Ezzedine Khemila (2011–2012)
- Ezzedine Khemila, Abdelkader Ben Hassen, Lotfi Sebti, Hakim Aoun, Ezzedine Khemila (2012–2013)
- Ahmed Labiodh, Lassâad Mâamer, Abdallah Slimani (2013–2014)
- Lotfi Sebti (2014–2015)
- Sofiene Hidoussi, Chokri Khatoui (2015–2016)
- Chokri Khatoui (2016–2017)
- Hakim Aoun, Sofiene Hidoussi, Samir Sellimi (2017–2018)
- Anis Boujelbene, Khaled Ben Sassi, Nidhal Khiari, Chokri Khatoui (2018–2019)
- Chokri Khatoui, Tarek Thabet, Nidhal Khiari, Ramzi Jarmoud (2019–2020)
- Ramzi Jarmoud (2020–2021)
- Hassen Gabsi (2020–2021)
- Kamel Zaiem (2021)
- Ridha Jeddi (2021)
- Kamel Zaiem (2021)
- Ridha Jeddi (2021–2022)
- Kamel Zaiem (2021–2022)
- Hassen Gabsi (2021–2022)
- Aymen Chouat (2021–2022)
- Hakim Aoun (2022)
- Nidhal Khiari (2022–2023)
- Chiheb Ellili (2023)
- Hakim Aoun (2023)
- Ramzi Jarmoud (2023–)

## Statistik in den CAF-Wettbewerben
| Wettbewerb                    | Runde    | Gegner           | Hinspiel | Rückspiel |  |
| ----------------------------- | -------- | ---------------- | -------- | --------- |  |
|                               |          |                  |          |           |  |
| CAF Confederation Cup 2018    | Vorrunde | al-Hilal         | w/o      | w/o       |  |
|                               | 1. Runde | CARA Brazzaville | 0:3 (A)  | 3:1 (H)   |  |
| CAF Confederation Cup 2019/20 | Vorrunde | Amarat United FC | 5:1 (H)  | 0:0 (A)   |  |
|                               | 1. Runde | Bandari FC       | 0:2 (A)  | 2:1 (H)   |  |
| CAF Confederation Cup 2021/22 | 1. Runde | AS Police        | 3:1 (H)  | 0:1 (A)   |  |
|                               | 2. Runde | RS Berkane       | 0:1 (H)  | 0:4 (A)   |  |